# Federico Mosca
Federico Mosca, conte di Modica (... – dopo il 1295), fu un nobile, politico e militare siciliano di origine sveva del XIII secolo.

## Biografia
Discendente di una nobile famiglia sveva originaria di Costanza, suo padre, Riccardo di Mosca giunse in Sicilia dopo il suo passaggio sotto il dominio dell'imperatore Enrico VI di Svevia, e nel 1200, il figlio di questi, Federico, gli assegnò la signoria su Modica.
Nobile nella città di Girgenti, in essa assieme ad un suo consanguineo, Matteo Mosca, nel 1268 vi organizzò la rivolta contro gli Angioini, che in quell'anno si impossessarono del Regno di Sicilia ai danni del re svevo Manfredi, sconfitto e ucciso nella battaglia di Benevento. Per essersi ribellato ai nuovi dominatori, il re Carlo I d'Angiò gli confiscò i feudi di Racalmuto, Rachalgido e Sabucheto, tutti situati nel territorio agrigentino, e li assegnò al francese Pietro Nigrell di Beaumont.
Dal 1282, il Mosca partecipò attivamente alle Guerre del Vespro scoppiate in Sicilia contro gli Angioini: il 5 aprile di quell'anno capeggiò la rivolta antiangioina a Modica e Scicli. Al servizio del re Pietro III di Aragona, detto il Grande, questi dopo essersi proclamato Re di Sicilia in quanto marito di Costanza di Hohenstaufen, figlia del Re Manfredi, l'11 novembre 1282 lo investì del titolo di Conte di Modica e lo nominò governatore del Val di Noto. L'Aragonese lo inviò in Calabria, dove a capo di una milizia costituita da 600 almogaveri attaccò gli Angioini, e devastò Scalea e il suo circondario, per poi dirigersi verso Reggio.
Il Conte di Modica figurò tra i quaranta cavalieri che accompagnarono il Re d'Aragona nel suo duello contro il Re di Francia, svoltosi a Bordeaux il 1º giugno 1283 sotto il contro del re Edoardo I d'Inghilterra. Due anni più tardi, morì il Re Pietro, e gli succedette al trono il figlio Giacomo II di Aragona, che nel 1295 stipulò con gli Angioini il Trattato di Anagni, con il quale il sovrano aragonese rinunciò alla Sicilia, che cedette a Carlo II d'Angiò: Mosca decise di prendere le parti del Re Giacomo - che nel frattempo venne destituito dal parlamento siciliano da sovrano dell'isola - che successivamente lasciò ed abdicò in favore del figlio Manfredi, che divenne nuovo Conte di Modica.
Il principe Federico d'Aragona, che si schierò contro Giacomo II suo fratello, si fece eleggere nel 1296 nuovo sovrano dell'isola come Federico III di Sicilia, e questi confiscò la Contea di Modica a Manfredi Mosca, successivamente assegnata alla sorella Isabella, attraverso la quale il dominio passò al marito Manfredi I Chiaramonte.